# Schemat dwuwymiarowy von Hayeka

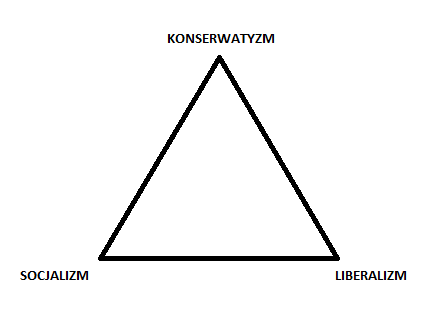
Schemat dwuwymiarowy opracowany przez F.A. von Hayeka

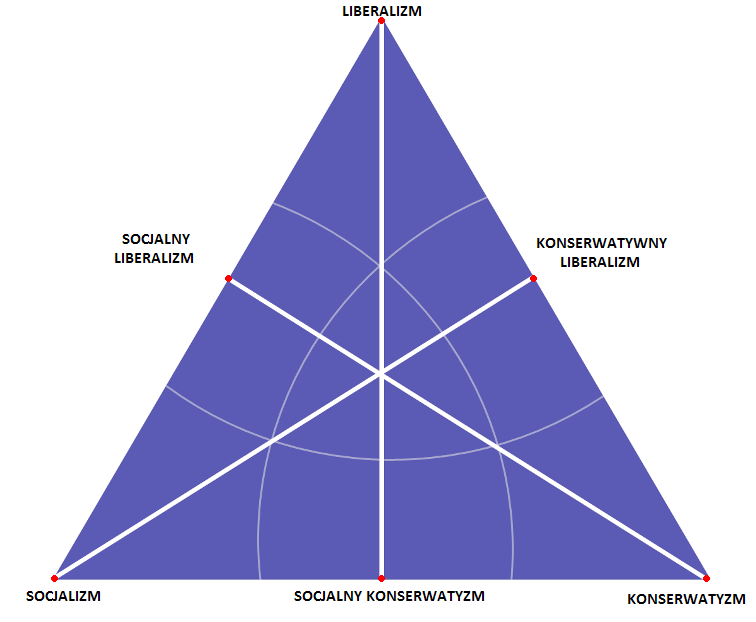
Trójkąt ideologiczny J. Szczepańskiego

Schemat dwuwymiarowy von Hayeka, trójkąt ideologiczny – jeden ze sposobów analizy sceny politycznej, uwzględniający rozdział poglądów gospodarczych i światopoglądowych. Na wierzchołkach trójkąta twórca modelu, ekonomista Friedrich August von Hayek, umieścił trzy ideologie – konserwatyzm, socjalizm i liberalizm. Rozwinięciem modelu Hayeka jest trójkąt ideologiczny Jarosława Szczepańskiego.